# Île Idjwi
Île Idjwi är en ö i Kivusjön i Kongo-Kinshasa. Den ligger i provinsen Södra Kivu, i den östra delen av landet, 1 500 km öster om huvudstaden Kinshasa. Arean är 285 kvadratkilometer. Ön är därmed Afrikas näst största ö i en insjö (Ukerewe är större).
1910 överfördes ön från Tyska Östafrika till Belgiska Kongo. Sedan 1974 bildar den territoriet Idjwi med omgivande småöar.